# Karl Joseph von Österreich (1745–1761)

Karl Joseph von Österreich

Karl Joseph von Habsburg-Lothringen (* 1. Februar 1745 in Wien; † 18. Jänner 1761 in Wien) war Erzherzog von Österreich.

## Leben

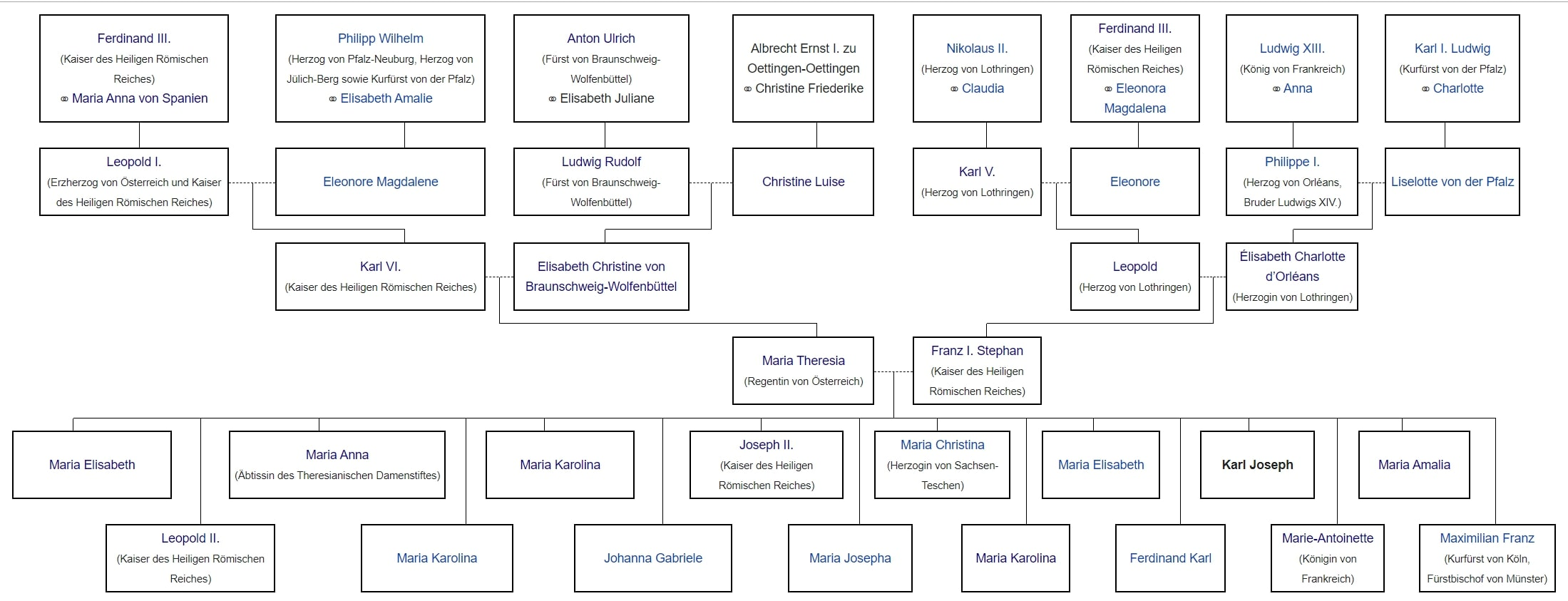
Stammbaum von Karl Joseph

Erzherzog Karl Joseph Emanuel Johann Nepomuck Anton Prokop von Habsburg-Lothringen wurde am 1. Februar 1745 als siebtes Kind und zweiter Sohn von Kaiserin Maria Theresia von Österreich und ihrem Ehemann Franz I. Stephan von Lothringen in Wien geboren.
Im Gegensatz zu seinem älteren Bruder Joseph, dem späteren Kaiser Joseph II., galt er als extrovertiert und aufgeschlossen. Sehr bald entwickelte sich der Junge zum Lieblingssohn seiner Eltern und gewann mit seinem Charme und seiner Intelligenz die Zuneigung und Achtung seiner Geschwister und des gesamten Hofes. Die Bevorzugung von Karl Joseph durch Maria Theresia schürte Rivalität zwischen den Brüdern. 
Karl Joseph hätte seinem Vater als Großherzog der Toskana nachfolgen sollen. Er erkrankte im Alter von fünfzehn Jahren an einer milden Form der Pocken. Ein Jahr später wurde er jedoch erneut krank, dieses Mal konnte er sich nicht gegen die Krankheit Skorpus durchsetzen. Er starb 1761 in Wien. Hätte er lange genug gelebt, wäre er nach dem Tod seines Bruders Joseph im Jahr 1790 dessen Nachfolger als Kaiser geworden.
Karl Joseph gehört zu jenen 41 Personen, die eine „Getrennte Bestattung“ mit Aufteilung des Körpers auf alle drei traditionellen Wiener Begräbnisstätten der Habsburger (Kaisergruft, Herzgruft, Herzogsgruft) erhielten.
Nach dem Tod seines älteren Bruders nahm der zwei Jahre jüngere Erzherzog Leopold, der spätere Kaiser Leopold II., den Platz als Nachfolger seines Vaters Franz I. Stephan als Großherzog der Toskana ein. Ursprünglich sollte Erzherzog Karl Joseph Maria Ludovica von Spanien heiraten, doch sein früher Tod verhinderte die Ehe und Erzherzog Leopold nahm die bourbonische Prinzessin zur Frau.

## Vorfahren
| Ahnentafel Karl Joseph von Österreich | Ahnentafel Karl Joseph von Österreich                                                                      | Ahnentafel Karl Joseph von Österreich                                                                      | Ahnentafel Karl Joseph von Österreich                                                                      | Ahnentafel Karl Joseph von Österreich                                                                      | Ahnentafel Karl Joseph von Österreich                                                            | Ahnentafel Karl Joseph von Österreich                                                            | Ahnentafel Karl Joseph von Österreich                                                                                  | Ahnentafel Karl Joseph von Österreich                                                                           |
| ------------------------------------- | --- | --- | --- | --- | ------------------------------------------------------------------------------------------------ | ------------------------------------------------------------------------------------------------ | --- | --- |
| Ururgroßeltern                        | Nikolaus Franz von Vaudémont (1609–1670) ⚭ 1634 Claudia von Lothringen (1612–1648)                         | Kaiser Ferdinand III. (1608–1657) ⚭ 1651 Eleonora von Mantua (1630–1686)                                   | König Ludwig XIII. (1601–1643) ⚭ 1615 Anna von Österreich (1601–1666)                                      | Kurfürst Karl I. Ludwig (1617–1680) ⚭ 1650 Charlotte von Hessen-Kassel (1627–1686)                         | Kaiser Ferdinand III. (1608–1657) ⚭ 1631 Maria Anna von Spanien (1606–1646)                      | Kurfürst Philipp Wilhelm (1615–1690) ⚭ 1653 Elisabeth Amalia von Hessen-Darmstadt (1635–1709)    | Fürst Anton Ulrich von Braunschweig-Wolfenbüttel (1633–1714) ⚭ 1656 Elisabeth Juliane von Holstein-Norburg (1634–1704) | Albrecht Ernst I. zu Oettingen (1642–1683) ⚭ 1665 Christine Friederike von Württemberg (1644–1674)              |
| Urgroßeltern                          | Herzog Karl V. Leopold (1643–1690) ⚭ 1678 Eleonore von Österreich (1653–1697)                              | Herzog Karl V. Leopold (1643–1690) ⚭ 1678 Eleonore von Österreich (1653–1697)                              | Philipp I. von Bourbon (1640–1701) ⚭ 1671 Elisabeth von der Pfalz (1652–1722)                              | Philipp I. von Bourbon (1640–1701) ⚭ 1671 Elisabeth von der Pfalz (1652–1722)                              | Kaiser Leopold I. (1640–1705) ⚭ 1676 Eleonore Magdalene von der Pfalz (1655–1720)                | Kaiser Leopold I. (1640–1705) ⚭ 1676 Eleonore Magdalene von der Pfalz (1655–1720)                | Herzog Ludwig Rudolf von Braunschweig-Wolfenbüttel (1671–1735) ⚭ 1690 Christine Luise von Oettingen (1671–1747)        | Herzog Ludwig Rudolf von Braunschweig-Wolfenbüttel (1671–1735) ⚭ 1690 Christine Luise von Oettingen (1671–1747) |
| Großeltern                            | Herzog Leopold Joseph von Lothringen (1679–1729) ⚭ 1698 Élisabeth Charlotte de Bourbon-Orléans (1676–1744) | Herzog Leopold Joseph von Lothringen (1679–1729) ⚭ 1698 Élisabeth Charlotte de Bourbon-Orléans (1676–1744) | Herzog Leopold Joseph von Lothringen (1679–1729) ⚭ 1698 Élisabeth Charlotte de Bourbon-Orléans (1676–1744) | Herzog Leopold Joseph von Lothringen (1679–1729) ⚭ 1698 Élisabeth Charlotte de Bourbon-Orléans (1676–1744) | Kaiser Karl VI. (1685–1740) ⚭ 1708 Elisabeth Christine von Braunschweig-Wolfenbüttel (1691–1750) | Kaiser Karl VI. (1685–1740) ⚭ 1708 Elisabeth Christine von Braunschweig-Wolfenbüttel (1691–1750) | Kaiser Karl VI. (1685–1740) ⚭ 1708 Elisabeth Christine von Braunschweig-Wolfenbüttel (1691–1750)                       | Kaiser Karl VI. (1685–1740) ⚭ 1708 Elisabeth Christine von Braunschweig-Wolfenbüttel (1691–1750)                |
| Eltern                                | Kaiser Franz I. Stephan (1708–1765) ⚭ 1736 Maria Theresia (1717–1780)                                      | Kaiser Franz I. Stephan (1708–1765) ⚭ 1736 Maria Theresia (1717–1780)                                      | Kaiser Franz I. Stephan (1708–1765) ⚭ 1736 Maria Theresia (1717–1780)                                      | Kaiser Franz I. Stephan (1708–1765) ⚭ 1736 Maria Theresia (1717–1780)                                      | Kaiser Franz I. Stephan (1708–1765) ⚭ 1736 Maria Theresia (1717–1780)                            | Kaiser Franz I. Stephan (1708–1765) ⚭ 1736 Maria Theresia (1717–1780)                            | Kaiser Franz I. Stephan (1708–1765) ⚭ 1736 Maria Theresia (1717–1780)                                                  | Kaiser Franz I. Stephan (1708–1765) ⚭ 1736 Maria Theresia (1717–1780)                                           |
| Karl Joseph von Österreich            | | | | |                                                                                                  |                                                                                                  | | |